# Zbór Ukraiński Kościoła Chrześcijan Baptystów w Warszawie
Zbór Ukraiński Kościoła Chrześcijan Baptystów w Warszawie – zbór Kościoła Chrześcijan Baptystów z siedzibą w Warszawie przy ul. Grzybowskiej 32.

## Historia

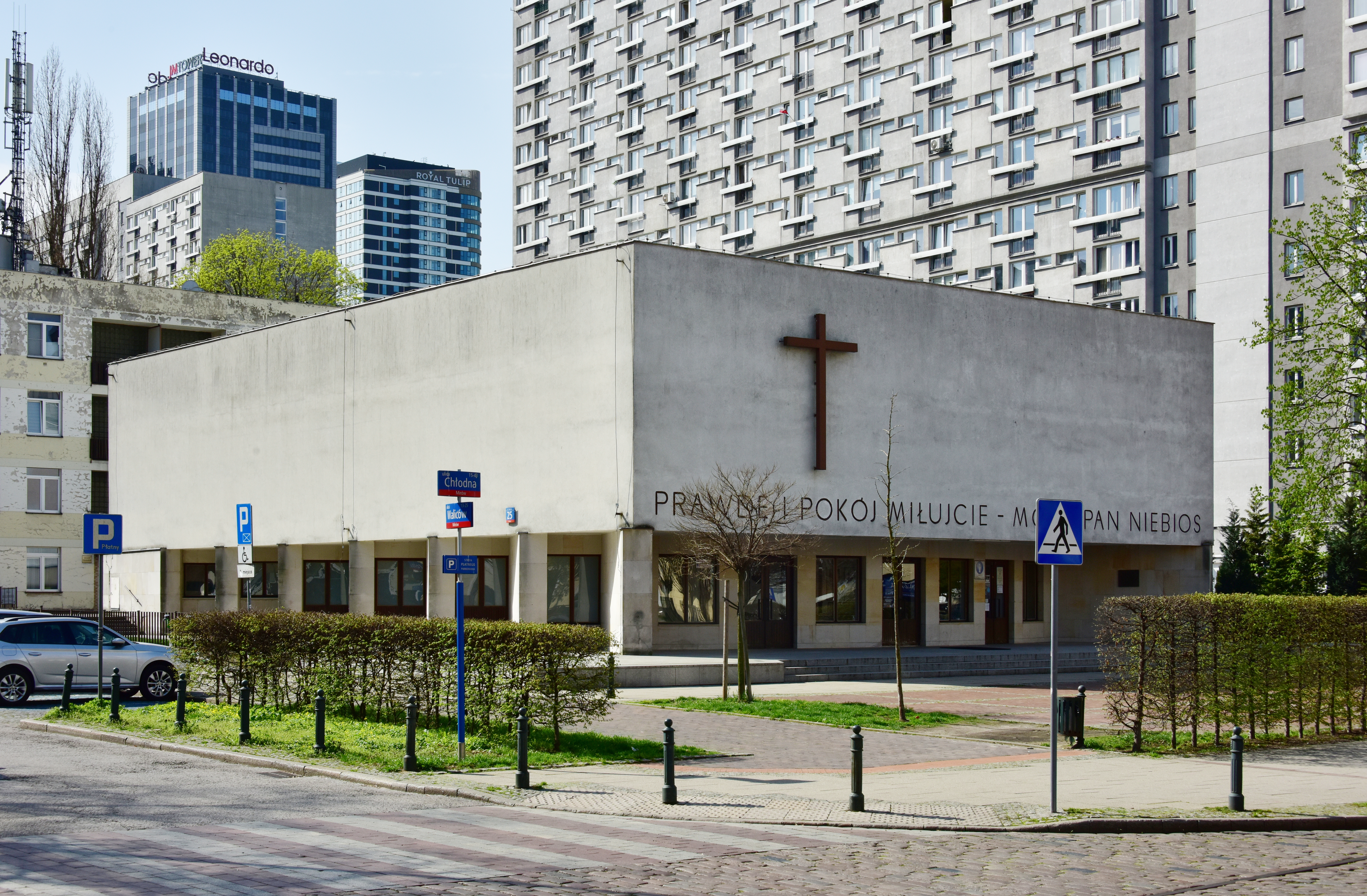
Poprzednia siedziba zboru przy ul. Waliców

W 1994 angielski misjonarz Neil Penington założył międzynominacyjną grupę biblijną dla osób rosyjskojęzycznych, spotykającą się przy ul. Koniecpolskiej 33. W 1997 z Mołdawii przybyła tu grupa wolontariuszy, biorąca udział w budowie obiektu Wyższego Baptystycznego Seminarium Teologicznego, która także zaczęła brać udział w spotkaniach grupy biblijnej. Po uruchomieniu uczelni, w 1999 Neil Penington wraz z Walentym Bernadskim z I Zboru Kościoła Chrześcijan Baptystów rozpoczęli zapraszać jej studentów do uczestnictwa w spotkaniach grupy. Od jesieni 1999 spotkania grupy przeniesiono do budynku kościoła I Zboru Kościoła Chrześcijan Baptystów przy ul. Waliców 25. 
Głównym inicjatorem powstania baptystycznej grupy rosyjskojęzycznej pozostawał Walenty Bernadski. W rozwój rosyjskojęzycznej misji prowadzonej przez warszawski Kościół Chrześcijan Baptystów zaangażowani byli także Konstanty Wiazowski oraz Marek Budziński. Odpowiedzialnym za grupę był Denis Gricyuk, pomagali mu Aleksander Jakubiec i Jurij Makarewicz, później dołączył do nich również Iwan Krasnoszapka. Grupa rozwijała się i przybywało jej członków.
W 2001 Denis Gricyuk wyjechał do Białegostoku i w wyniku zaistniałej potrzeby pozyskania dla grupy pastora, 16 września 2001 ordynowany został Iwan Krasnoszapka.
W 2004 rozpoczęty został proces w celu rejestracji zboru rosyjskojęzycznego. W 2005 wielu członków grupy opuściło Polskę. W 2007 pracę w zborze zaczął Aleksander Iljin. Zainaugurował on organizowanie domowych studiów biblijnych. Po nabożeństwach prowadzona była także spotkania biblijne, rozwijała się działalność szkółki niedzielnej. Zbór rozpoczął również pracę misyjną w postaci głoszenia Ewangelii na terenie Starego Miasta. Wspierany był przez miejscowy zbór polskojęzyczny. W 2011 zbór przeprowadził po raz pierwszy samodzielnie chrzest w Wiśle.
W 2013 od wspólnoty oddzieliła się część wiernych, która powołała nowy zbór o charakterze zielonoświątkowym. Rok później do rosyjskojęzycznego zboru baptystycznego dołączyło wielu nowych członków, przede wszystkim nowo przybyłych do miasta studentów. Do miasta sprowadziły się także osoby będące duchownymi. Rozpoczyna się wówczas rozwój służby młodzieżowej oraz muzycznej. 
W 2015 Iwan Krasnoszapka zrezygnował z funkcji pastora zboru, a kierownictwo nad nim objęli wówczas Walery Tokar, Aleksiej Neroda, Siergiej Neroda, Aleksander Iljin i Andriej Ostrowski. Powołany został klub młodzieżowy „Family House”, którego kierownikiem został Valery Tokar.
Początkiem 2016 Aleksander Iljin wraz z małą grupą wiernych otrzymał misję zorganizowania nowego rosyjskojęzycznego kościoła „Boża Łaska”, który został utworzony 20 marca 2016.
Od 2016 zbór jest aktywnie wspierany przez Wszechukraiński Związek Stowarzyszeń Ewangelicznych Chrześcijan Baptystów, odwiedzany był przez Władimira Kondora z kościoła ukraińskiego, który prowadził tu szkolenia i seminaria.
18 czerwca 2017 na stanowisko pastora zboru wybrany został ukraiński misjonarz Mykhaylo Baloha, wprowadzony w ten urząd 29 lipca 2017. Tego dnia Walery Tokar, Aleksiej Neroda oraz Siergiej Neroda przyjęli również posługę diakonów. W związku ze zwiększoną emigracją z Ukrainy i Białorusi zbór powiększał się liczebnie, rozwinęła się także współpraca z polskojęzycznymi wspólnotami baptystycznymi, jak również duszpasterstwo młodzieży i praca ze studentami, służba muzyczna oraz uwielbienia, czy praca z dziećmi i kobietami.
Pod koniec 2018 dzięki pomocy udzielonej przez partnerski kościół w San Antonio w Teksasie otwarte zostało Wschodnioeuropejskie Centrum Chrześcijańskie „Nowe Życie”.

## Działalność
Nabożeństwa prowadzone są w każdą niedzielę w siedzibie zboru przy ul. Grzybowskiej 32. Odbywają się także zajęcia szkółki niedzielnej, spotkania młodzieżowe oraz spotkania w małych grupach. Działa również służba modlitewna.